# STOXX Ltd.
STOXX Limited ist ein globaler Indexanbieter mit Sitz in Zug (Schweiz). STOXX wurde 1997 gemeinsam durch die SWX Swiss Exchange, der Deutschen Börse AG, dem Verlag Dow Jones sowie der Börse Paris gegründet. Die ersten Indizes wurden 1998 eingeführt. 2009 wurden die Deutsche Börse AG und SIX AG die alleinigen Anteilseigner von STOXX, im Jahr 2015 wurde die Deutsche Börse dann alleiniger Anteilseigner von STOXX. Seit 2019 agiert STOXX als Administrator der DAX-Indizes.
Seit 2023 ist STOXX Teil von ISS STOXX, das zur Gruppe Deutsche Börse AG gehört.
STOXX hat seinen Hauptsitz in Zug mit wichtigen Standorten in New York, Eschborn und London. STOXX berechnet mehr als 17.000 Indizes.
Mehr als 500 Unternehmen weltweit halten Lizenzen von STOXX, um die Indizes als Underlying für Exchange Traded Funds (ETFs), Futures und Optionen, strukturierte Produkte und passiv gemanagte Investmentfonds zu nutzen.
Die beiden ersten Indizes waren der EURO STOXX 50 und der STOXX Europe 50. Heute decken die Indizes der STOXX-Familie alle Weltmärkte ab. Solche Indizes dienen einerseits als Vergleichsmaßstab für aktiv gemanagte Wertpapierfonds und sind andererseits Grundlage für Finanzinstrumente wie Indexzertifikate oder Indexfonds.